# 聖誕快樂又瘋狂
《聖誕快樂又瘋狂》是1994年由約翰·派斯昆执导的美國耶誕奇幻喜劇片，《聖誕快樂又瘋狂》系列的第一部。剧中由提姆·艾倫饰演的史科特·卡爾文是一个平凡人，在耶誕夜不慎让屋頂上的耶誕老人跌落。当他和他年幼的兒子查理完成圣诞老人的送貨任務并來到北極後，史科特發現他必須成為新的圣诞老人，同时让他人相信他是真的圣诞老人。
由於本電影的成功，因此於2002年推出續集聖誕快樂再瘋狂(The Santa Clause 2)以及聖誕快樂又瘋狂3(The Santa Clause 3: The Escape Clause)。迪士尼並於2022年在旗下的串流平台 Disney+ 上推出影集聖誕快樂又瘋狂：退休計劃(The Santa Clauses)。

## 外部連結
- 官方网站
- 互联网电影数据库（IMDb）上《聖誕快樂又瘋狂》的资料（英文）
- AllMovie上《聖誕快樂又瘋狂》的资料（英文）
- Ultimate Disney的聖誕快樂又瘋狂 （页面存档备份，存于）